# Eddy van Hijum
Yde Johan (Eddy) van Hijum (Delft, 17 april 1972) is een Nederlands politicus, bestuurskundige en bestuurder. Sinds 2 juli 2024 is hij namens Nieuw Sociaal Contract (NSC) minister van Sociale Zaken en Werkgelegenheid en vicepremier. Van 3 tot 19 juni 2025 was hij minister van Volksgezondheid, Welzijn en Sport.
Tot 2023 was Van Hijum actief voor het Christen-Democratisch Appèl (CDA), onder andere als gedeputeerde van Overijssel. 

## Opleiding en carrière
Van Hijum heeft een groot deel van zijn jeugd doorgebracht in het Friese Woudsend. Van 1984 tot 1990 volgde Van Hijum het atheneum aan het Bogerman College te Sneek. Aansluitend studeerde hij van 1990 tot 1995 civieltechnische bestuurskunde aan de Universiteit Twente te Enschede. Op 7 juni 2001 promoveerde hij in de bestuurswetenschappen aan dezelfde universiteit.
Van Hijum begon zijn werkzame leven in 1995 als adviseur op het gebied van bestuurlijke organisatie bij Infram; hij deed projecten voor de provincie Overijssel op het gebied van waterhuishouding. Vervolgens werd hij in 1997 onderzoeker aan de Universiteit Twente naar de bestuurlijke organisatie en de bekostiging van de watersector in Nederland. In 2001 werd hij consultant en manager bij PwC en later KPMG.

## Politieke carrière

### CDA
In 1989 werd Van Hijum lid van het CDA, toen hij lid werd van het CDJA, afdeling Snits-Wymbrits. In 1998 werd Van Hijum lid van de gemeenteraad in Zwolle namens het CDA. Hij was woordvoerder op het gebied van Bestuur & Financiën en Werk & Welzijn en lid van de Rekenkamer. In 2002 koos de fractie hem tot fractievoorzitter.
Op 2 september 2003 werd Van Hijum benoemd tot lid van de Tweede Kamer. In de Tweede Kamer hield Van Hijum zich vooral bezig met Verkeer en Waterstaat en met Sociale zaken en Werkgelegenheid. Van 2010 tot en met 2012 was hij tevens fractiesecretaris en lid van het Presidium van de Tweede Kamer. In 2012 werd hij woordvoerder Financiën, Rijksuitgaven en Asiel & migratie. In 2014 was hij als informateur/formateur betrokken bij het vormen van een college in Olst-Wijhe.
In september 2014 stelde Van Hijum zich beschikbaar als lijsttrekker van het CDA bij de Provinciale Statenverkiezingen van 2015 in de provincie Overijssel. Kort daarna volgde hij Theo Rietkerk (CDA) op als gedeputeerde in Overijssel. In verband hiermee trad hij de dag voorafgaand aan zijn benoeming af als lid van de Tweede Kamer. Na de verkiezingen werd hij opnieuw benoemd tot gedeputeerde. In deze rol hield hij zich bezig met regionale economie, arbeidsmarkt, financiën en de herontwikkeling van de luchthaven Twente.
In 2019 was Van Hijum bij de Provinciale Statenverkiezingen van 2019 opnieuw lijsttrekker. Het CDA bleef bij deze verkiezingen de grootste partij, waarna hij opnieuw gedeputeerde werd met regionale economie, financiën en Europa in portefeuille. Ook werd hij lid van het Europees Comité van de Regio's, waar hij als rapporteur een advies schreef voor de Europese Commissie over beleid voor het midden- en kleinbedrijf.
In augustus 2022 maakte Van Hijum bekend dat hij geen derde termijn als gedeputeerde ambieerde en zich ook niet beschikbaar stelde als lijsttrekker bij de Provinciale Statenverkiezingen van 2023. Op 12 juli 2023 werd er een nieuw college benoemd waarmee er eind kwam aan zijn ambt van gedeputeerde.

### NSC
Op 20 augustus 2023 maakte Pieter Omtzigt in een interview met Tubantia bekend dat hij met zijn nieuwe partij Nieuw Sociaal Contract (NSC) aan de Tweede Kamerverkiezingen van 22 november 2023 zou gaan deelnemen en dat Van Hijum het verkiezingsprogramma daarvoor ging schrijven. Van Hijum maakte de overstap van het CDA naar deze partij. Voor het NSC stond hij zesde op de kandidatenlijst voor de Kamerverkiezingen van 2023. Op 6 december van dat jaar werd hij beëdigd als Tweede Kamerlid.
Op 2 juli 2024 werd Van Hijum namens NSC minister van Sociale Zaken en Werkgelegenheid en derde vicepremier in het kabinet-Schoof. Zijn Tweede Kamerlidmaatschap kwam daarmee ten einde.
Op 20 mei 2025 kwam Van Hijum in een Kamerdebat over de pensioenhervorming in Nederland lijnrecht tegenover Kamerlid en zijn partijgenote Agnes Joseph te staan. Joseph pleitte voor meer inspraak van pensioendeelnemers bij de overgang naar het nieuwe stelsel, via referenda of individueel bezwaar. Van Hijum wees het voorstel af vanwege de verwachte uitvoeringsproblemen en vertragingen, en benadrukte dat het minstens twee jaar zou duren om het juridisch te implementeren. Het amendement-Joseph werd met één stem verschil verworpen (73 tegen, 72 voor).
Omdat de PVV-ministers op 3 juni 2025 het kabinet verleten, schoof Van Hijums positie op naar tweede vicepremier. Daarnaast was hij 3 tot 19 juni van dat jaar minister van Volksgezondheid, Welzijn en Sport. Op 19 juni van dat jaar kreeg hij een aantal taken toebedeeld die eerst bij de minister voor Asiel en Migratie hoorden.
Medio juni 2025 meldde Van Hijum zich aan als kandidaat-lijsttrekker voor NSC voor de Tweede Kamerverkiezingen 2025. Op 17 juni 2025 werd hij door het bestuur voorgedragen.

### Intermezzo buiten de politiek
Met het beëindigen van de loopbaan in de Overijsselse politiek, was zijn NSC-carrière nog niet in zicht. Van Hijum had, (daarom) kortstondig, een aantal andere functies. Hij was van januari tot oktober 2023 onafhankelijk voorzitter van de Omgevingsraad Schiphol (later Maatschappelijk Raad Schiphol).
Ook was hij van juli tot november 2023 commissaris bij energiemaatschappij RENDO.
Zijn net verkregen plaats als raadslid voor de Raad voor het Openbaar Bestuur nam hij niet in vanwege zijn Kamerkandidatuur voor het NSC.

## Persoonlijk
Van Hijum is getrouwd en heeft drie dochters. Hij is lid van de Protestantse Kerk in Nederland (PKN).

## Publicaties
- Op de drempel van een Nadere Unie, Soesterberg: Uitgeverij Aspekt, 2022.
- Kostelijk water: een studie naar de organisatie en bekostiging van het Nederlandse waterbeheer (dissertatie 2001)
- diverse publicaties in tijdschriften (Bestuursforum, InterDisciplinair, Facta, Openbaar Bestuur)
- diverse publicaties over waterbeheer

- Gemeinsame Normdatei: 173534783
- International Standard Name Identifier: 0000 0000 3797 3341
- Library of Congress Control Number: n2001110671
- Parlement.com: vge7dtpjglyr
- Virtual International Authority File: 194198956